# حياة مرشاد
حياة مرشاد (مواليد 1988) صحفية نسوية وناشطة لبنانية. وهي مؤسسة مشاركة للجمعية النسوية غير الربحية "FE-MALE".

## التعليم
مرشاد حاصلة على درجة البكالوريوس في الأدب الإنجليزي من الجامعة اللبنانية، ودبلوم في دراسات النوع الاجتماعي في التنمية والمساعدات الإنسانية من الجامعة اللبنانية الأمريكية في بيروت، وهذا الأخير هو برنامج تعليم مستمر في معهد الجامعة اللبنانية الأميركية لدراسات المرأة في العالم العربي (IWSAW).

## النشاط
أسست مرشاد أول برنامج إذاعي نسوي في لبنان في عام 2012، بعنوان «شريكة ولكن»، حيث تعمل كرئيسة تحرير. في عام 2007، شاركت في تأسيس الجمعية النسوية غير الربحية FE-MALE وهي مديرتها حاليا. مرشاد هي أيضا رئيسة الاتصالات في التجمع النسائي الديمقراطي اللبناني وعضوة في إحدى مشاريع إبداع الشباب التابعة لهيئة الأمم المتحدة للمرأة. تعمل أيضًا مع برنامج «رجال ونساء من أجل المساواة بين الجنسين» في المكتب الإقليمي لهيئة الأمم المتحدة للمرأة للدول العربية، وهو مشروع تموله الوكالة السويدية للتعاون الإنمائي الدولي للبحث في الأسباب الجذرية لعدم المساواة بين الجنسين في المنطقة ومعالجتها باستخدام نهج تصاعدي.
تدعم مرشاد وصول الفتيات والنساء إلى العدالة والمعلومات والحماية وحقوق الإنسان، سواء عبر الإنترنت أو خارجها من خلال تنظيم مسيرات على مستوى البلاد، وحشد الدعم ضد «الأنظمة الأبوية الفاسدة». وتقول أنها تعمل على إعداد مشروع قانونٍ يحظر زواج القاصرات، وذلك بسبب استمرار تفرد الطوائف الدينيَّة حتى الآن بمسئوليَّة شؤون الأسرة في لبنان، وترى أن هذا سبب استمرار تزويج الفتيات دون سن الثامنة عشرة في بعض المناطق.
في 2021، قالت حياة مرشاد أن بعض المنظمات النسوية سجلت ارتفاع عدد شكاوى العنف المنزلي التي تتلقاها عبر الخطوط الساخنة بنسبة 200 بالمئة. وتحدثت عن ارتفاع عدد جرائم القتل في عام 2020 بنسبة 59 بالمئة عن العام السابق عليه، إذ «سجل عام 2020 171 جريمة قتل، مقابل 100 جريمة في عام 2019». وترى مرشاد أن قانون حماية المرأة في لبنان «صارم وجاد»، لكن المشكلة تكمن في التطبيق، إضافة إلى «وجود ثغرات قانونية تتيح للجناة الإفلات من العقاب بدعوى الشرف، وعدم الجدية في التعاطي الرسمي مع هذه القضايا الخطيرة». وتعتقد حياة مرشاد أنّ زيادة معدل العنف الذي تتعرض له النساء قد حدث بفعل العزلة المنزلية، بالإضافة إلى فقدان الوظائف وتآكل قيمة الرواتب، مما فاقم الضغوط التي تتعرض لها أفراد الأسرة، لكنها تعتبر مع ذلك أن قتل النساء لا يمكن التعاطي معه في سياق أي ملفات أخرى، وترفض وضعه بخانة «العنف الأسري» للتخفيف من وطأته.

## آراؤها
قالت حياة مرشاد أن النساء في الوطن العربي مدينون «بكل شيء قدروا أن ينتزعوه» لنوال السعداوي.
ترى حياة مرشاد أنه «عند المقارنة بين معدَّل تنوير النساء في العاصمة بيروت والمناطق الريفيَّة يتبيَّن عدم وجود اختلافٍ ذي أهميَّة». وتقول أنه على الرغم من كون النساء في بيروت «أكثر استقلالًا اقتصاديًا من النساء اللاتي يعشن خارج نطاق المدن الكبيرة»، إلا أنَّ «عقليَّتهن ذكوريَّة»، وترى أنهن «يقبلن طواعيَّةً باضطهادهنَّ من قبل المجتمع». وتجادل بأنه «لا يوجد سوى عددٍ قليلٍ جدًا من منظمات حقوق المرأة، بينما هناك عددٌ كبيرٌ من المجموعات النسائيَّة التي ليس لديها أجندة نسويَّة»، وترى أنه بسبب تركيز تلك المجموعات على تمكين المرأة اقتصاديًا، «لا تتعلم النساء أنَّه لا بد لهنَّ من العمل من أجل نيل حقوقهن، ومن أسباب ذلك استمرار النظر إلى الحركة النسويَّة في لبنان وفي العالم العربي على أنها مستوردةٌ من الغرب، وبالتالي لا تؤخذ النسويات في المجتمع على محمل الجد» حسب تعبيرها.

## من كتاباتها
- تطوري كنسوية شابة في لبنان، فصل في كتاب «نهوض النساء والفتيات: التقدم والمقاومة حول العالم»، 2015.[18]

## الجوائز
في عام 2020، أدرج اسمها ضمن لائحة مبادرة BBC التي تضمّ 100 امرأة ملهمة ومؤثرة من جميع أنحاء العالم لعملها كمديرة FE-MALE.

## وصلات خارجية
- كتاباتها في «شريكة ولكن»